# Kraisjte
Kraisjte (bulgariska: Краище) är ett distrikt i Bulgarien.   Det ligger i kommunen Obsjtina Belitsa och regionen Blagoevgrad, i den sydvästra delen av landet, 90 km söder om huvudstaden Sofia.
I omgivningarna runt Kraisjte växer i huvudsak blandskog. Runt Kraisjte är det ganska glesbefolkat, med 25 invånare per kvadratkilometer.